# Acronicta rita
Acronicta rita är en fjärilsart som beskrevs av Charles E. Rungs 1972. Acronicta rita ingår i släktet Acronicta och familjen nattflyn. Inga underarter finns listade i Catalogue of Life.